# 57P/дю Туа — Неуймина — Дельпорта
Комета дю Туа — Неуймина — Дельпорта (англ. 57P/du Toit–Neujmin–Delporte) — короткопериодическая комета из семейства Юпитера, которая была открыта 18 июля 1941 года независимо друг от друга южноафриканским астрономом Даниэлем дю Туа в обсерватории Бойдена, советским астрономом Григорием Неуйминым в Симеизской обсерватории и бельгийским астрономом Эженом Дельпортом в Королевской обсерватории Бельгии. Комета была описана как диффузный объект с центральной конденсацией 9,0m звёздной величины. Комета имеет сравнительно небольшой период обращения — чуть более 6 лет.

Орбита кометы дю Туа — Неуймина — Дельпорта и её положение в Солнечной системе

В 1996 году у кометы дю Туа — Неуймина — Дельпорта наблюдалось резкое увеличение яркости до 7 m, а в 2002 году выяснилось, что комета распалась как минимум на 19 фрагментов, самый крупный из которых получил название 57P/дю Туа — Неуймина — Дельпорта А.

## История наблюдений
Из-за нестабильной работы связи во время второй мировой войны комета имеет сложную историю открытия и сразу несколько сооткрывателей. Первым комету 18 июля 1941 обнаружил Даниэль дю Туа, но его сообщение об открытии дошло до Гарвардской обсерватории только 27 июля. Следующим, во время рутинных поисков астероидов, комету обнаружил советский астроном Григорий Неуймин, но его сообщение из Москвы дошло только через 20 дней. Примерно в это же время 20 августа об открытии кометы было объявлено официально, но вскоре стало известно, что 19 августа комету наблюдал также Эжен Дельпорт, поэтому его имя тоже включили название кометы. Через несколько недель в Гарвард поступило сообщение об открытии 22 июля новой кометы от немецкого астронома Пауля Освальда Анерта, но поскольку его сообщение поступило лишь в начале сентября его было решено[кем?] не включать в список первооткрывателей.
Учёт возмущений в орбите кометы от Юпитера и Сатурна позволил предсказать дату следующего перигелия как 14 января 1947 года. Считается, что комета оставалась вблизи Солнца с октября 1946 года по май 1947 года и лишь затем отошла от него на 30°, но малая яркость кометы не позволила её увидеть. Наблюдать комету не удалось и в 1952 году, несмотря на её сравнительно большую рассчитанную яркость 13,0m. В 1954 году комета должна пройти в 0,656 а. е. (98,4 млн км) от Юпитера, что должно было сильно повлиять на её орбиту. Условия для наблюдения кометы в 1958 году были ещё более благоприятны, её яркость должна была достичь значения 12,0m, но и в этот раз обнаружить её не удалось. Комета была также пропущена при её следующем возвращении в 1960-х.
Восстановить комету удалось лишь в 1970-х годах, после того как Брайан Марсден пересчитал орбиту кометы и выявил неопределённость в ±10 дней. Экстраполируя их в будущее он выяснил, что комета сближалась с Юпитером дважды в 1954 и в 1966 годах. Первое сближение увеличивало орбитальный период с 5,5 до 5,9 лет, а второе — до 6,6 года. Таким образом, Марсден определил дату перигелия как 8 октября 1970 года, а ожидаемая погрешность составила всего ±5 дней. Комета была восстановлена Чарльзом Ковалем в Паломарской обсерватории 6 июля 1970 года. Его точно измеренное положение указывало на то, что предсказание Марсдена требовало коррекции только -0,1 дня.
Условия для наблюдения кометы в 1977 году были слишком неблагоприятные, но её удалось заметить во время последующих возвращений в 1983 и 1989 годах. Комета удивила астрономов во время возвращения 1996 года, когда её яркость неожиданно подскочила до 12,0 m (максимальное значение за всю историю наблюдений), к середине августа её яркость несколько снизилась, после чего снова поднялась до 12,0 m к концу месяца. А в 2002 году было обнаружено, что комета распалась на 19 крупных фрагментов. Комета была восстановлена в мае с яркостью 17 m и устойчиво сохраняла её в течение следующих двух месяцев, пока направлялась к точке перигелия, которую должна была пройти 31 июля. Комета и её 19 фрагментов были распределены по прямой линии с северо-востока на юго-запад на 12 угловых секунд, из-за чего наиболее удалённый от родительского тела фрагмент должен был пройти перигелий на 0,354 суток позже. Величины этих 18 второстепенных фрагментов варьировались от 20,0 m до 23,5 m. Хотя большинство из них были центрально сконденсированы, шесть были полностью лишены ядер конденсации.